# Virginia Slims of Florida 1986
Il Virginia Slims of Florida 1986 è stato un torneo di tennis giocato sul cemento. È stata l'8ª edizione del torneo, che fa parte del Virginia Slims World Championship Series 1986. Si è giocato a Key Biscayne negli USA dal 27 gennaio al 2 febbraio 1986.

## Campionesse

### Singolare
Chris Evert-Lloyd ha battuto in finale  Steffi Graf con il punteggio di 6–3, 6–1

### Doppio
Kathy Jordan /  Elizabeth Smylie hanno battuto in finale  Betsy Nagelsen /  Barbara Potter con il punteggio di 7–6, 2–6, 6–2